# Randy Schekman
Randy Wayne Schekman  (Saint Paul (Minnesota), 30 december 1948) is een Amerikaans celbioloog. In 2013 kreeg hij samen met James Rothman en Thomas Südhof de Nobelprijs voor de Fysiologie of Geneeskunde voor hun ontdekkingen van het mechanisme dat het belangrijkste transportsysteem in onze cel regelt. 

## Biografie
Schekman studeerde moleculaire wetenschappen aan de Universiteit van Californië - Los Angeles, studeerde een jaar in Schotland aan de Universiteit van Edinburgh en promoveerde in 1975 aan Stanford-universiteit op DNA replicatie. Sinds 1991 is hij onderzoeker en sinds 1994 hoogleraar aan het Howard Hughes Medical Institute van de Universiteit van Californië - Berkeley. 

## Werk
Voor zijn onderzoek naar de genetische basis van celtransport gebruikte Schekman het bakkersgist Saccharomyces cerevisiae als modelorganisme. Bij sommige gistcellen nam hij waar dat zogenaamde glycoproteïnen zich in de cel ophoopten en niet zoals normaal naar de omgeving werden uitgescheiden. Als oorzaak vermoedde hij een genetisch defect in het transportsysteem van deze cellen en onderzocht welke genen anders waren bij deze gemuteerde gistcellen.
Hij ontdekte dat er drie verschillende klassen van genen betrokken zijn bij het transport van moleculen naar het endoplasmatisch reticulum, het golgi-apparaat en het celoppervlak. Het resultaat van zijn onderzoek publiceerde Schekman begin jaren tachtig in het vakblad Cell.
Later onderzoek toonde aan dat het cellulaire transport van moleculen een goed georganiseerd systeem is die zowel bij gistcellen als bij zoogdieren op dezelfde wijze plaatsvindt en dus waarschijnlijk eenzelfde evolutionaire oorsprong heeft. Defecten in dit systeem leiden tot ziektes zoals neuroziektes en diabetes.
- Bibliothèque nationale de France: cb16706844g (data)
- Gemeinsame Normdatei: 1219896322
- International Standard Name Identifier: 0000 0000 8463 9979
- Library of Congress Control Number: nr88010576
- Mathematics Genealogy Project: 262741
- ORCID: 0000-0001-8615-6409
- Virtual International Authority File: 109837854
- WorldCat: E39PBJkp98qg46tfqh64wwcF8C

1901: Behring · 
1902: Ross · 
1903: Finsen · 
1904: Pavlov · 
1905: Koch · 
1906: Golgi, Ramón y Cajal · 
1907: Laveran · 
1908: Mechnikov, Ehrlich · 
1909: Kocher · 
1910: Kossel · 
1911: Gullstrand · 
1912: Carrel · 
1913: Richet ·
1914: Bárány · 
1919: Bordet · 
1920: Krogh · 
1922: Hill, Meyerhof · 
1923: Banting, Macleod · 
1924: Einthoven ·
1926: Fibiger · 
1927: Wagner-Jauregg · 
1928: Nicolle · 
1929: Eijkman, Hopkins · 
1930: Landsteiner · 
1931: Warburg · 
1932: Sherrington, Adrian · 
1933: Morgan · 
1934: Whipple, Minot, Murphy · 
1935: Spemann · 
1936: Dale, Loewi · 
1937: Szent-Györgyi · 
1938: Heymans · 
1939: Domagk · 
1943: Dam, Doisy · 
1944: Erlanger, Gasser · 
1945: Fleming, Chain, Florey · 
1946: Muller · 
1947: C. Cori, G. Cori, Houssay · 
1948: Müller · 
1949: Hess, Moniz · 
1950: Kendall, Reichstein, Hench · 
1951: Theiler · 
1952: Waksman · 
1953: Krebs,Lipmann ·
1954: Enders, Weller, Robbins · 
1955: Theorell · 
1956: Cournand, Forssmann, Richards · 
1957: Bovet · 
1958: Beadle, Tatum, Lederberg · 
1959: Ochoa, Kornberg · 
1960: Burnet, Medawar · 
1961: Békésy · 
1962: Crick, Watson, Wilkins · 
1963: Eccles, Hodgkin, Huxley · 
1964: Bloch, Lynen · 
1965: Jacob, Lwoff, Monod · 
1966: Rous, Huggins · 
1967: Granit, Hartline, Wald · 
1968: Holley, Khorana, Nirenberg · 
1969: Delbrück, Hershey, Luria · 
1970: Katz, Euler, Axelrod · 
1971: Sutherland · 
1972: Edelman, Porter · 
1973: Frisch, Lorenz, Tinbergen · 
1974: Claude, De Duve, Palade · 
1975: Baltimore, Dulbecco, Temin ·
1976: Blumberg, Gajdusek · 
1977: Guillemin, Schally, Yalow · 
1978: Arber, Nathans, Smith · 
1979: Cormack, Hounsfield · 
1980: Benacerraf, Dausset, Snell · 
1981: Sperry, Hubel, Wiesel · 
1982: Bergström, Samuelsson, Vane · 
1983: McClintock · 
1984: Jerne, Köhler, Milstein · 
1985: Brown, Goldstein · 
1986: Cohen, Levi-Montalcini · 
1987: Tonegawa · 
1988: Black, Elion, Hitchings · 
1989: Bishop, Varmus · 
1990: Murray, Thomas · 
1991: Neher, Sakmann · 
1992: Fischer, Krebs · 
1993: Roberts, Sharp · 
1994: Gilman, Rodbell · 
1995: Lewis, Nüsslein-Volhard, Wieschaus · 
1996: Doherty, Zinkernagel · 
1997: Prusiner · 
1998: Furchgott, Ignarro, Murad · 
1999: Blobel · 
2000: Carlsson, Greengard, Kandel ·
2001: Hartwell, Hunt, Nurse · 
2002: Brenner, Horvitz, Sulston · 
2003: Lauterbur, Mansfield · 
2004: Axel, Buck · 
2005: Marshall, Warren ·
2006: Fire, Mello ·
2007: Capecchi, Smithies, Evans ·
2008: Zur Hausen, Barré–Sinoussi, Montagnier ·
2009: Blackburn, Greider, Szostak ·
2010: Edwards ·
2011: Beutler, Hoffmann, Steinman ·
2012: Gurdon, Yamanaka ·
2013: Rothman, Schekman, Südhof ·
2014: O'Keefe, Moser, Moser ·
2015: Campbell, Omura, Tu ·
2016: Osumi ·
2017: Hall, Rosbash, Young ·
2018: Allison, Honjo ·
2019: Kaelin, Ratcliffe, Semenza ·
2020: Alter, Houghton, Rice ·
2021: Julius, Patapoutian ·
2022: Pääbo ·
2023: Karikó, Weissman ·
2024: Ambros, Ruvkun